# فينود خوسلا
فينود خوسلا (بالإنجليزية: Vinod Khosla)‏ (بالغورموخية: ਵਿਨੋਦ ਖੋਸਲਾ; ولد في 28 يناير 1955) هو رجل أعمال أمريكي هندي وأحد مؤسسي شركة تقنية الحاسوب صن ميكروسيستمز. مدرج أسمه من قِبل مجلة فوربس كملياردير.